# Siganus niger
Siganus niger är en fiskart som beskrevs av Woodland, 1990. Siganus niger ingår i släktet Siganus och familjen Siganidae. Inga underarter finns listade i Catalogue of Life.